# Especulació
En finances, l'especulació és la compra d'un bé per a la seva posterior revenda a un preu més alt, amb la qual cosa el revenedor surt guanyant.
Típicament implica el préstec de diners per a la compra d'actius, accions o deute sense una anàlisi minuciosa o amb un baix marge de seguretat o un risc significatiu de la pèrdua de la inversió principal. El terme "especulació", que es defineix formalment
a l'obra Security Analysis de Benjamin Graham i David Dodd publicada l'any 1934, contrasta amb el terme "inversió", que és una operació financera que, amb una anàlisi minuciosa, promet seguretat de la inversió i un retorn satisfactori.
Els especuladors poden confiar en la revalorització a causa d'un conjunt de factors com els gustos canviants dels consumidors, les condicions fluctuants de l'economia, les percepcions dels compradors per al canvi de valor d'un actiu, factors econòmics associats amb el temps del mercat, factors associats únicament basats en l'anàlisi i les moltes influències sobre el moviment a curt termini.
Hi ha també alguns vehicles financers que són, per definició, especulatius. Per exemple, contractes de futurs de primeres matèries com petroli, or, cacau, cafè, etc. La venda a curt termini és també, per definició, especulativa.
L'especulació financera pot implicar el comerç (compra, hòlding, venda) i venda curta d'existències, lligams, mercaderies, monedes, col·leccionables, bens immobles, derivats, o qualsevol instrument financer valuós per intentar beneficiar-se de fluctuacions en el seu preu sense tenir en compte el seu valor subjacent. La recerca contínua de diners en el curt termini per mitjà de l'especulació financera no està en conformitat amb la moral religiosa.

## Inversió vs. especulació
En un context financer, els termes "especulació" i "inversió" a vegades es confonen. Per exemple, encara que la paraula "inversió" es fa servir comunament per referir-se a qualsevol acte de col·locació de diners en un vehicle financer amb la intenció de produir retorn de la inversió durant un període, hi ha fons d'inversió que operen a mercats internacionals que tècnicament no fan inversió, sinó especulació.
Identificar l'especulació es pot fer distingint-la de la inversió. Segons Ben Graham a Intelligent Investor, el prototípic inversor defensiu és "... algú interessat principalment en la seguretat i en la llibertat d'incomodar." Admet, tanmateix que "... una mica d'especulació és necessària i inevitable, perquè en moltes situacions comunes, hi ha possibilitats substancials tant de benefici com de pèrdua, i els riscos han de ser assumits per algú". Especular és l'assumpció de risc en previsió de benefici però reconeixent més probabilitat de pèrdua que la mitjana. L'especulació de terme implica que es pot analitzar i mesurar un risc de negoci o inversió, i la seva distinció des de la inversió de terme és una de grau de risc. Això es diferencia d'apostar, que es basa en resultats.

## Beneficis econòmics de l'especulació

### Nivell de consum Sostenible

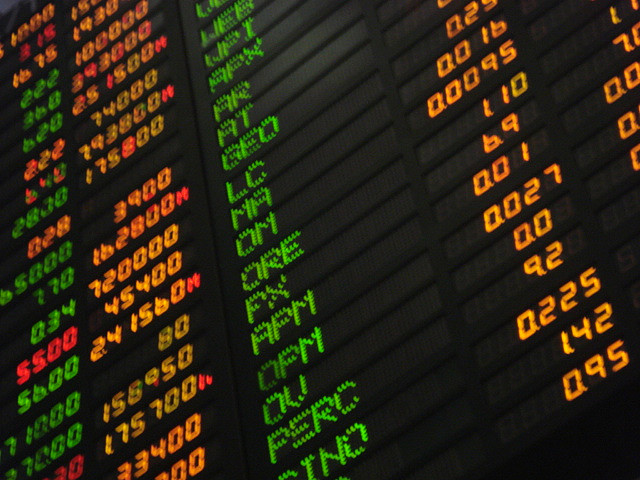
L'especulació normalment implica més riscs que la inversió.

Nicholas Kaldor ha reconegut durant molt temps el paper dels especuladors estabilitzant els preus, que tendeixen a "fluctuacions a causa dels canvis en les condicions de la demanda o l'oferta", tenint "una previsió millor que la mitjana". D'aquesta visió se'n va fer ressò l'especulador Victor Niederhoffer, qui descriu els beneficis de l'especulació a "The Speculator as Hero",:
| «                                             | Considerem alguns dels principis que expliquen les causes de les escassetats i els excessos i el paper dels especuladors. Quan una collita és massa petita per satisfer el consum habitual, els especuladors entren (comprant), esperant beneficiar-se de l'escassetat. Les seves compres augmenten el preu, de manera que el consum disminueix i, per tant, l'oferta s'allargarà més temps. Els productors, animats pel preu més alt augmentaran la producció o la importació per reduir-ne l'escassetat. Per altra banda, quan el preu és més alt del que els especuladors pensen que és adequat, venen. Això redueix preus, fomenta el consum i les exportacions i ajuda a reduir l'excés. | » |
| — Victor Niederhoffer, The Speculator as Hero | |   |

Un altre servei proporcionat pels especuladors al mercat és que arriscant el seu propi capital amb l'objectiu d'obtenir un benefici, afegeixen liquiditat al mercat i fan més fàcil que altres compensin el risc.

### Funció de coixí
Els especuladors de vegades realitzen un paper de coixí del risc beneficiós per la societat. Per exemple, un pagès podria estar considerant plantar blat de moro en algunes terres de conreu però podria no voler-ho fer si el preocupa que el preu podria caure massa abans de la collita. Venent la seva collita per endavant a un preu fix a un especulador, pot cobrir el risc de preu i està disposat a plantar el blat de moro. Així, els especuladors poden fer augmentar la producció a través de la seva disposició d'acceptar el risc.

### Identificació de riscos medioambientals
Els Hedge funds que fan anàlisi fonamental "identifiquen molt més que altres inversors les exposicions d'una empresa", incloent-hi "responsabilitats mediambientals o socials presents en un mercat o companyia però no explícitament considerades en l'anàlisi d'inversions de valors tradicional", i per això fan que els preus reflecteixin millor la qualitat veritable de les empreses.

### Venda en descobert
La venda en descobert pot actuar com un "canari en una mina de carbó" per aturar abans les pràctiques insostenibles i reduir danys i la formació de bombolles en els mercats.

## Desavantatges de l'especulació

### Bombolles econòmiques
L'especulació pot provocar que els preus es desviïn del seu valor intrínsec si els especuladors estan equivocats o mal informats, creant un bucle en el qual els preus augmenten dramàticament el valor subjacent o valor dels elements. Això es coneix com a bombolla econòmica. Aquest període de compra especulativa creixent és típicament seguit per una de venda especulativa amb caigudes significatives de preus, que en casos extrems pot portar a la fallida del mercat de valors.
El 1936, John Maynard Keynes escrivia: "Els especuladors no poden causar danys, com les bombolles en una empresa estable. Però la situació és seriosa quan l'empresa es converteix en la bombolla en un remolí d'especulació." Keynes va especular al màxim, creant el primer precursor de hedge fund. Com a Bursar del King's College de la Universitat de Cambridge, gestionava dos fons d'inversió, un dels quals, anomenats Chest Fund, invertia no només en la llavors emergent borsa, doncs també treballava periòdicament amb futurs de mercaderies i monedes estrangeres, per bé que en una mesura més petita. El seu fons aconseguia retorns positius gairebé cada any amb una mitjana del 13%, fins i tot durant la Gran depressió, gràcies a estratègies d'inversió molt modernes, incloent la diversificació en els mercats (invertia en accions, matèries primeres i divises) i venda en descobert, venent accions prestades i futurs prestats quan queien els preus obtenint un guany, que Keynes defensava entre els principis d'inversió reeixida en el seu informe de 1933 ("una posició d'inversió equilibrada […] i si és possible amb riscos oposats.)"

### Volatilitat
La presa de risc de Keynes arribava a proporcions de 'cowboy', amb un 80% del màxim dels nivells racionalment justificables segons el criteri de Kelly, amb un índex de volatilitat tres vegades més alt que l'índex de la borsa. Aquests nivells de volatilitat, responsables dels seus resultats espectaculars, només serien assolibles avui a través dels instruments més agressius. Escollia modernes tècniques d'especulació practicades avui pels hedge funds, que són bastant diferents del senzill comprar i esperar a llarg termini.
És controvertit si la presència d'especuladors augmenta o disminueix la volatilitat a curt termini en un mercat. La seva provisió de capital i informació pot ajudar a estabilitzar els preus als seus valors veritables més propers. D'altra banda, el comportament de la multitud i els bucles de resposta positius en participants de mercat de vegades també poden augmentar la volatilitat.

## Sobirania i seguretat alimentària
Alguns estats han limitat la propietat estrangera de les terres de conreu per assegurar que els aliments estiguin disponibles per al consum local mentre altres han venut aquestes terres i depenen del World Food Programme.

## Regulació de l'especulació
La Taxa Tobin és un impost pensat per reduir especulació de moneda a curt termini, amb l'objectiu d'estabilitzar divises. El maig de 2008, els líders alemanys planejaven proposar una prohibició mundial en el comerç de cru per especuladors, culpant l'augment del preu del petroli de 2008 a la manipulació dels hedge funds. El 3 de desembre de 2009, el congressista dels Estats Units Peter Defazio manifestava que "Els contribuents americans van rescatar Wall Street durant la crisi financera 2007-2010 causada per l'especulació temerària en els mercats de capitals" i reclamava la "legislació d'un impost sobre les transaccions financeres a Wall Street per fer la seva part i posar als desplaçats per la crisi a treballar.". El 21 de gener, de 2010, Barack Obama donava suport a la Volcker Rule que tracta les inversions especulatives de bancs que no beneficien als seus clients. La Volcker Rule manifesta que aquestes inversions jugaven un paper clau en la crisi financera de 2007-2010.